# Stephanotis
Genre
Classification phylogénétique
Stephanotis est un genre de plante à fleurs de la famille des Asclepiadaceae ou des Apocynaceae selon la classification phylogénétique.

## Étymologie
En grec ancien, stephanos signifie couronne, car les Stephanotis sont des plantes avec laquelle on peut tresser des couronnes.

## Espèces
| - Stephanotis acuminata Brongn. - Stephanotis chinensis Champ. ex Benth. - Stephanotis chunii Tsiang - Stephanotis floribunda Brongn. - Stephanotis grandiflora Decne. - Stephanotis isaura Decne. - Stephanotis japonica Makino - Stephanotis longiflora Benth. & Hook.f. - Stephanotis lutchuensis Koidz. - Stephanotis maingayi Hook.f. - Stephanotis mucronata Merr. - Stephanotis nana P.T.Li - Stephanotis parviflora Ridl. - Stephanotis pilosa Kerr - Stephanotis saxatilis Tsiang & P.T.Li - Stephanotis suaveolens (Blume) K.Schum. - Stephanotis thouarsii Brongn. - Stephanotis vincaeflora M.Gómez - Stephanotis yunnanensis H.Lév. |